# Palais d'Al-Sakhir
 (juillet 2025).
Le palais d'Al-Sakhir (ou palais Sakhir) est un palais situé dans la région du désert de Sakhir dans l'ouest de Bahreïn. Le palais se trouve près de l'autoroute Zallaq, au nord-est du circuit international de Sakhir, de la ville de Zallaq et de l'université du Golfe arabique. Il est situé au sud-ouest de Sadad, Shahrakan et Dar Kulaib, les villes les plus proches du palais.

## Histoire
Construit entre 1870 et 1901 selon différentes sources,, il s'agit d'un bâtiment célèbre de Bahreïn.
Le complexe fut la résidence du dirigeant de Bahreïn, Hamad ibn Isa Al Khalifa, qui s'est établi dans le palais vers 1925. Il aimait beaucoup ce palais et y vivait avec sa femme Hosha, invitant des figures politiques ou non du Royaume-Uni et d'ailleurs pour y dîner. Néanmoins, le bâtiment fut abandonné à sa mort en 1942 et fut maintenu fermé pendant des dizaines d'années en signe de respect,.
Pendant ces années, le palais est resté fermé malgré la découverte du pétrole à Bahreïn qui enclencha son développement économique spectaculaire. La peintre Christine Rollitt a visité l'île dans les années 1970 et a peint le palais en 1977. Toujours vide en 1983, le palais a été restauré au milieu des années 1990. Le palais se situe après un élevage de chameaux le long de l'autoroute 105. À deux kilomètres du palais, vers Zallaq, se trouve un puits de pétrole décoré d'une huppe fasciée. L'université du Golfe arabique a été construite à proximité du palais vers 1985.

## Architecture
Le palais d'Al-Sakhir a été construit par un groupe de bâtisseurs de Ruyan mené par Zar Hydar Banna qui avait également pris en charge la maison de Shayak Khalaf al-Asfur. Le palais est représentatif de l'architecture islamique comme la plupart des constructions de ce genre au Moyen-Orient. Il est blanc et composé de grandes arches, de colonnes, d'un dôme et d'un minaret imposant qui le surplombe. Le majlis du palais d'Al-Sakhir mesure 12 m de long. Le cheikh Hamad visita l'Angleterre avec sa femme, son fils et son frère pour acheter des éléments de plomberie pour son palais.